# 杜蒙 (愛荷華州)
杜蒙（英語：Dumont）是一個位於美國愛荷華州巴特勒縣的城市。

## 地理
杜蒙的座標為42°44′58″N 92°58′20″W / 42.74944°N 92.97222°W，而該地的平均海拔高度為303米（即994英尺）。

## 人口
根據2010年美國人口普查的數據，杜蒙的面積為4.56平方千米，當中陸地面積為4.56平方千米，而水域面積為0.00平方千米。當地共有人口637人，而人口密度為每平方千米139人。